# まったくモー助
まったくモー助（まったくモーすけ）は、日本の漫画家・イラストレーター。女性。
ペンネームはもともと学生時代に兄が使用していたもの。

## 主な作品

### 漫画
- シールオンライン ワンダリングPT（原作：YNK JAPAN、「月刊ドラゴンエイジ」連載、角川書店刊、全1巻）
- 極上生徒会（原作：コナミ、「月刊電撃コミックガオ!」連載、メディアワークス刊、全3巻）
- バカとテストと召喚獣（原作：井上堅二・キャラクター原案：葉賀ユイ・共作：夢唄、「月刊少年エース」連載、角川書店刊、全15巻）
- あくの秘密結社（「4コマnanoエース」連載、角川書店刊、全1巻）
- マンガで分かる逆転発想勉強術（原作：ゆうきゆう、WEBヤングキング（ソク読み）連載、少年画報社刊 全2巻）
- けものみち（原作：暁なつめ・共作：夢唄、「月刊少年エース」連載、角川書店刊、全14巻）

### アンソロジー寄稿
- ケロロ軍曹4コマ漫画（原作：吉崎観音、角川書店「ケロロランド」掲載）
  - ケロロ軍曹の春
  - ココがあぶない地球人
- もっと極上生徒会（メディアワークス刊・全2巻）

### 表紙・挿絵
- 王国から来た少年（著：神野オキナ、メディアファクトリー・MF文庫J）。
- SAS スペシャル・アナスタシア・サービス（著：鳥居羊、ホビージャパン・HJ文庫）
- センター試験 国語[漢文] よく出る過去問トレーニング（著：寺師貴憲、中経出版）
- Happy♡Table－いっぱい食べるキミが好き－（企画・原案：電撃G'sマガジン編集部、著：月見秋水、レシピ監修：ぼく、KADOKAWA）
- 天網恢々アルケミー 前崎中央高校科学部の事件ファイル（著：下村智恵理、東京創元社・創元推理文庫） - 表紙

### アニメイラスト
- 極上生徒会 - エンディングイラストを担当。

### 画集
- 極上生徒会 ビジュアルブック（メディアワークス刊）